# سرو پونتا، چیریکی

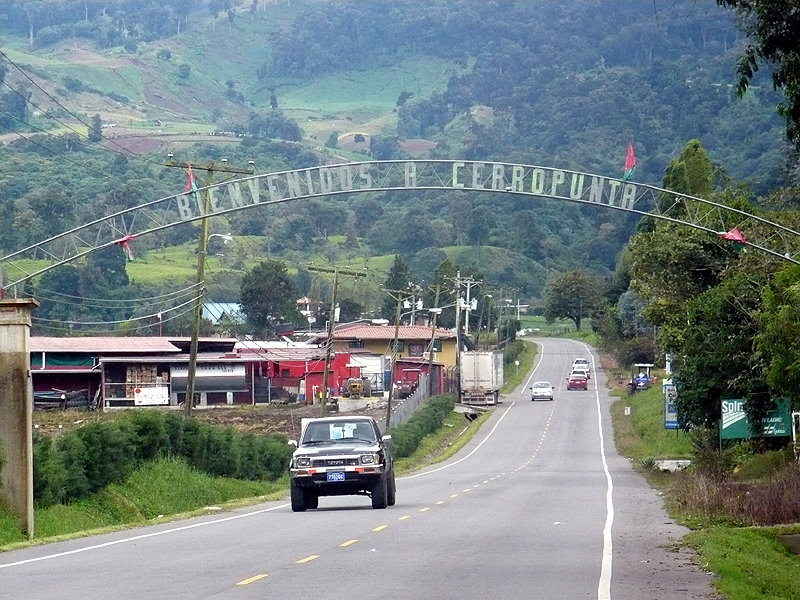
سرو پونتا

سرو پونتا (به اسپانیایی: Cerro Punta) یک منطقهٔ مسکونی در پاناما است که در استان چیریکی واقع شده‌است. سرو پونتا ۷٬۷۵۴ نفر جمعیت دارد.
سرو پونتا در بخش غربی پاناما واقع شده و ارتفاع آن ۶٬۵۰۰ فوت (۲۰۰۰ متر) است، در تقسیمات جنوب قاره‌ای. بسیاری از ساکنان روستا و مناطق اطراف آن شامل بومیان آمریکایی هستند. آب و هوای این مناطق مانند سایر نقاط پاناما است، این منطقه یک فصل خشک و یک فصل بارانی دارد که حدود ۹ تا ۱۰ ماه از سال آب و هوایش گرمسیری است. به علت ارتفاع نسبتاً بالایی سرو پونتا در شب دمای هوا بسیار سرد است. در طول دهه ۱۹۷۰ اغلب کشتزارهای آن صرف کشت توت فرنگی شد. خانواده‌ها نیز دارای باغ‌های سبزیجات ترکیبی هستند. راهیابی به روستا از ز طریق شمال بزرگراه پان آمریکان امکان‌پذیر است.